# Azinho Solomon
Azinho Amunike Andre Junior Solomon (Kingstown, 12 ottobre 1994) è un calciatore sanvincentino, centrocampista o attaccante del System 3.

## Statistiche

### Cronologia presenze e reti in nazionale
| Cronologia completa delle presenze e delle reti in nazionale ― Saint Vincent e Grenadine | Cronologia completa delle presenze e delle reti in nazionale ― Saint Vincent e Grenadine | Cronologia completa delle presenze e delle reti in nazionale ― Saint Vincent e Grenadine | Cronologia completa delle presenze e delle reti in nazionale ― Saint Vincent e Grenadine | Cronologia completa delle presenze e delle reti in nazionale ― Saint Vincent e Grenadine | Cronologia completa delle presenze e delle reti in nazionale ― Saint Vincent e Grenadine | Cronologia completa delle presenze e delle reti in nazionale ― Saint Vincent e Grenadine | Cronologia completa delle presenze e delle reti in nazionale ― Saint Vincent e Grenadine |
| Data                                                                                     | Città                                                                                    | In casa                                                                                  | Risultato                                                                                | Ospiti                                                                                   | Competizione                                                                             | Reti                                                                                     | Note                                                                                     |
| ---------------------------------------------------------------------------------------- | ---------------------------------------------------------------------------------------- | ---------------------------------------------------------------------------------------- | ---------------------------------------------------------------------------------------- | ---------------------------------------------------------------------------------------- | ---------------------------------------------------------------------------------------- | ---------------------------------------------------------------------------------------- | ---------------------------------------------------------------------------------------- |
| 21-10-2012                                                                               | Gros Islet                                                                               | Guyana                                                                                   | 1 – 2                                                                                    | Saint Vincent e Grenadine                                                                | Qualificazioni alla Coppa dei Caraibi 2012                                               | -                                                                                        | 75’                                                                                      |
| 23-10-2012                                                                               | Gros Islet                                                                               | Saint Lucia                                                                              | 1 – 0                                                                                    | Saint Vincent e Grenadine                                                                | Qualificazioni alla Coppa dei Caraibi 2012                                               | -                                                                                        | 45’                                                                                      |
| 25-10-2012                                                                               | Gros Islet                                                                               | Saint Vincent e Grenadine                                                                | 4 – 0                                                                                    | Curaçao                                                                                  | Qualificazioni alla Coppa dei Caraibi 2012                                               | -                                                                                        | 80’                                                                                      |
| 18-11-2012                                                                               | Bacolet                                                                                  | Suriname                                                                                 | 1 – 0                                                                                    | Saint Vincent e Grenadine                                                                | Qualificazioni alla Coppa dei Caraibi 2012                                               | -                                                                                        | 80’                                                                                      |
| 22-4-2013                                                                                | Kingstown                                                                                | Saint Vincent e Grenadine                                                                | 0 – 2                                                                                    | Saint Lucia                                                                              | Amichevole                                                                               | -                                                                                        | 63’                                                                                      |
| 26-4-2013                                                                                | Kingstown                                                                                | Saint Vincent e Grenadine                                                                | 0 – 1                                                                                    | Grenada                                                                                  | Amichevole                                                                               | -                                                                                        | 60’                                                                                      |
| 7-2-2014                                                                                 | Kingstown                                                                                | Saint Vincent e Grenadine                                                                | 3 – 2                                                                                    | Dominica                                                                                 | Amichevole                                                                               | 1                                                                                        |                                                                                          |
| 9-2-2014                                                                                 | Kingstown                                                                                | Saint Vincent e Grenadine                                                                | 0 – 0                                                                                    | Dominica                                                                                 | Amichevole                                                                               | -                                                                                        |                                                                                          |
| 30-4-2014                                                                                | Roseau                                                                                   | Grenada                                                                                  | 0 – 0                                                                                    | Saint Vincent e Grenadine                                                                | Amichevole                                                                               | -                                                                                        |                                                                                          |
| 3-5-2014                                                                                 | Roseau                                                                                   | Dominica                                                                                 | 2 – 3                                                                                    | Saint Vincent e Grenadine                                                                | Amichevole                                                                               | -                                                                                        |                                                                                          |
| 4-5-2014                                                                                 | Roseau                                                                                   | Saint Lucia                                                                              | 0 – 0                                                                                    | Saint Vincent e Grenadine                                                                | Amichevole                                                                               | -                                                                                        |                                                                                          |
| 3-9-2014                                                                                 | Saint John's                                                                             | Rep. Dominicana                                                                          | 0 – 1                                                                                    | Saint Vincent e Grenadine                                                                | Qualificazioni alla Coppa dei Caraibi 2014                                               | -                                                                                        | 76’                                                                                      |
| 5-9-2014                                                                                 | Saint John's                                                                             | Saint Vincent e Grenadine                                                                | 4 – 0                                                                                    | Anguilla                                                                                 | Qualificazioni alla Coppa dei Caraibi 2014                                               | 1                                                                                        |                                                                                          |
| 8-9-2014                                                                                 | Saint John's                                                                             | Antigua e Barbuda                                                                        | 2 – 1                                                                                    | Saint Vincent e Grenadine                                                                | Qualificazioni alla Coppa dei Caraibi 2014                                               | -                                                                                        |                                                                                          |
| 21-9-2014                                                                                | Tortola                                                                                  | Isole Vergini Britanniche                                                                | 0 – 6                                                                                    | Saint Vincent e Grenadine                                                                | Amichevole                                                                               | 2                                                                                        |                                                                                          |
| 9-10-2014                                                                                | Les Abymes                                                                               | Guadalupa                                                                                | 3 – 1                                                                                    | Saint Vincent e Grenadine                                                                | Qualificazioni alla Coppa dei Caraibi 2014                                               | -                                                                                        | 45’                                                                                      |
| 28-8-2015                                                                                | Kingstown                                                                                | Saint Vincent e Grenadine                                                                | 2 – 2                                                                                    | Barbados                                                                                 | Amichevole                                                                               | -                                                                                        | 74’                                                                                      |
| 14-11-2015                                                                               | Saint Louis                                                                              | Stati Uniti                                                                              | 6 – 1                                                                                    | Saint Vincent e Grenadine                                                                | Qual. Mondiali 2018                                                                      | -                                                                                        | 60’                                                                                      |
| 17-11-2015                                                                               | Kingstown                                                                                | Saint Vincent e Grenadine                                                                | 0 – 4                                                                                    | Guatemala                                                                                | Qual. Mondiali 2018                                                                      | -                                                                                        | 45’                                                                                      |
| 13-3-2016                                                                                | Kingstown                                                                                | Saint Vincent e Grenadine                                                                | 0 – 4                                                                                    | Martinica                                                                                | Amichevole                                                                               | -                                                                                        | 66’                                                                                      |
| 4-6-2016                                                                                 | Paramaribo                                                                               | Suriname                                                                                 | 2 – 1                                                                                    | Saint Vincent e Grenadine                                                                | Qualificazioni alla Coppa dei Caraibi 2017                                               | -                                                                                        | 49’                                                                                      |
| 7-6-2016                                                                                 | Kingstown                                                                                | Saint Vincent e Grenadine                                                                | 0 – 1                                                                                    | Saint Kitts e Nevis                                                                      | Qualificazioni alla Coppa dei Caraibi 2017                                               | -                                                                                        | 48’                                                                                      |
| 28-6-2017                                                                                | Saint George's                                                                           | Saint Lucia                                                                              | 2 – 1                                                                                    | Saint Vincent e Grenadine                                                                | Amichevole                                                                               | -                                                                                        | 69’                                                                                      |
| 3-7-2017                                                                                 | Saint George's                                                                           | Grenada                                                                                  | 4 – 3                                                                                    | Saint Vincent e Grenadine                                                                | Amichevole                                                                               | -                                                                                        | 62’                                                                                      |
| 4-7-2017                                                                                 | Saint George's                                                                           | Saint Vincent e Grenadine                                                                | 4 – 2                                                                                    | Barbados                                                                                 | Amichevole                                                                               | -                                                                                        | 65’                                                                                      |
| 8-9-2018                                                                                 | Kingstown                                                                                | Saint Vincent e Grenadine                                                                | 0 – 2                                                                                    | Nicaragua                                                                                | CONCACAF Nations League 2019-2020 - Qualificazioni                                       | -                                                                                        | 69’                                                                                      |
| 30-9-2018                                                                                | Georgetown                                                                               | Saint Vincent e Grenadine                                                                | 1 – 1                                                                                    | Barbados                                                                                 | Amichevole                                                                               | -                                                                                        | 77’                                                                                      |
| 12-10-2018                                                                               | Remire-Montjoly                                                                          | Guyana francese                                                                          | 0 – 1                                                                                    | Saint Vincent e Grenadine                                                                | CONCACAF Nations League 2019-2020 - Qualificazioni                                       | 1                                                                                        | 75’                                                                                      |
| 18-11-2018                                                                               | Providenciales                                                                           | Turks e Caicos                                                                           | 3 – 2                                                                                    | Saint Vincent e Grenadine                                                                | CONCACAF Nations League 2019-2020 - Qualificazioni                                       | -                                                                                        |                                                                                          |
| 21-3-2019                                                                                | Kingstown                                                                                | Saint Vincent e Grenadine                                                                | 2 – 1                                                                                    | Bonaire                                                                                  | CONCACAF Nations League 2019-2020 - Qualificazioni                                       | -                                                                                        | 83’                                                                                      |
| 11-8-2019                                                                                | Kingstown                                                                                | Saint Vincent e Grenadine                                                                | 1 – 0                                                                                    | Trinidad e Tobago                                                                        | Amichevole                                                                               | -                                                                                        | 70’                                                                                      |
| 9-9-2019                                                                                 | Kingstown                                                                                | Saint Vincent e Grenadine                                                                | 1 – 0                                                                                    | Dominica                                                                                 | CONCACAF Nations League 2019-2020 - Fase a gironi                                        | -                                                                                        |                                                                                          |
| 11-10-2019                                                                               | Kingstown                                                                                | Saint Vincent e Grenadine                                                                | 2 – 2                                                                                    | Suriname                                                                                 | CONCACAF Nations League 2019-2020 - Fase a gironi                                        | -                                                                                        | 58’                                                                                      |
| 15-11-2019                                                                               | Kingstown                                                                                | Saint Vincent e Grenadine                                                                | 1 – 0                                                                                    | Nicaragua                                                                                | CONCACAF Nations League 2019-2020 - Fase a gironi                                        | -                                                                                        | 84’                                                                                      |
| 18-11-2019                                                                               | Roseau                                                                                   | Dominica                                                                                 | 1 – 0                                                                                    | Saint Vincent e Grenadine                                                                | CONCACAF Nations League 2019-2020 - Fase a gironi                                        | -                                                                                        | 79’                                                                                      |
| 31-3-2021                                                                                | Willemstad                                                                               | Saint Vincent e Grenadine                                                                | 3 – 0                                                                                    | Isole Vergini Britanniche                                                                | Qual. Mondiali 2022                                                                      | 1                                                                                        | 82’                                                                                      |
| 6-6-2022                                                                                 | Kingstown                                                                                | Saint Vincent e Grenadine                                                                | 2 – 2                                                                                    | Nicaragua                                                                                | CONCACAF Nations League 2022-2023 - Fase a gironi                                        | 1                                                                                        |                                                                                          |
| 10-6-2022                                                                                | Kingstown                                                                                | Saint Vincent e Grenadine                                                                | 0 – 2                                                                                    | Trinidad e Tobago                                                                        | CONCACAF Nations League 2022-2023 - Fase a gironi                                        | -                                                                                        |                                                                                          |
| 14-6-2022                                                                                | Port of Spain                                                                            | Trinidad e Tobago                                                                        | 4 – 1                                                                                    | Saint Vincent e Grenadine                                                                | CONCACAF Nations League 2022-2023 - Fase a gironi                                        | -                                                                                        |                                                                                          |
| 25-3-2023                                                                                | Managua                                                                                  | Nicaragua                                                                                | 4 – 1                                                                                    | Saint Vincent e Grenadine                                                                | CONCACAF Nations League 2022-2023 - 1º Turno                                             | -                                                                                        | 61’                                                                                      |
| 27-3-2023                                                                                | Kingstown                                                                                | Saint Vincent e Grenadine                                                                | 1 – 1                                                                                    | Bahamas                                                                                  | CONCACAF Nations League 2022-2023 - 1º Turno                                             | -                                                                                        | 65’                                                                                      |
| Totale                                                                                   |                                                                                          | Presenze                                                                                 | 41                                                                                       |                                                                                          | Reti                                                                                     | 7                                                                                        |                                                                                          |